# Visite nuestro bar
«Visite nuestro bar» es una canción del grupo de pop español Hombres G, que fue lanzada en el año de 1986.

## Descripción
El tema fue el segundo sencillo que publicó la banda en 1983 en Discos Lollipop, aunque en ese momento pasó sin pena ni gloria. Tres años más tarde recuperan la canción y la incluyen en su segundo álbum de estudio La cagaste... Burt Lancaster . Es en ese momento, en plena eclosión de la banda, cuando el álbum y este tema en concreto se encumbran en lo más alto de las listas de éxitos. La canción vuelve a publicarse como sencillo y se convierte en el más vendido en la historia de Hombres G.

## Lista de canciones

### CD - Single[6][7]
| Visite nuestro bar — Single |                      |          |  |
| N.º                         | Título               | Duración |  |
| 1.                          | «Visite nuestro bar» | 3:22     |  |
| 2.                          | «En la playa»        | 4:09     |  |